# C64 DTV

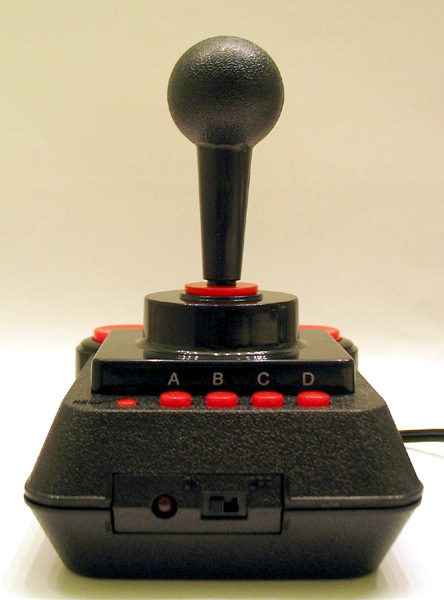
Der C64 DTV

Der C64 DTV (DTV steht für Direct to TV) ist eine in den USA entwickelte Ein-Chip-Variante des Commodore 64, welche in einem Joystickgehäuse eingebaut und mit einem ROM für 30 Spiele ausgestattet ist.
Entwickelt wurde das C64 DTV von Jeri Ellsworth, welche zuvor bereits das Emulationsboard C-One mit entwickelte. Der C64 DTV lässt sich durch geringe Bastelarbeit in einen fast vollwertigen C64 erweitern.

## Versionen
Der C64 DTV existiert in mehreren Versionen. Der DTV1 ist eine reine NTSC-Version mit 2 MB Festwertspeicher (ROM) und wurde in den USA/Kanada ab Ende 2004 verkauft. Der DTV2 (manchmal C64D2TV genannt) wurde ab Ende 2005 in Europa verkauft und unterstützt zusätzlich PAL. Im DTV2 sind 2 MB statt 128 KB RAM enthalten, außerdem wurde der Festwertspeicher gegen Flash-Speicher getauscht. Der DTV2/3 hat einen Bestückungsfehler, der sich in schlechter Farbwiedergabe äußert (in manchen Spielen ist die Spielfigur schlecht sichtbar bzw. Text unleserlich). Beim DTV3 wurde schließlich ein kleines Problem des Blitters bei transparenten Blits korrigiert. Ferner gibt es noch die sogenannte Hummer-Spielkonsolen-Variante, die den gleichen Chip wie der DTV3 benutzt, allerdings in einem Lenkrad-Gehäuse sitzt und auf der nur ein Autorennen läuft, das speziell für die DTV3-CPU geschrieben wurde.

## Hardware
- Gehäuse/Anschlüsse

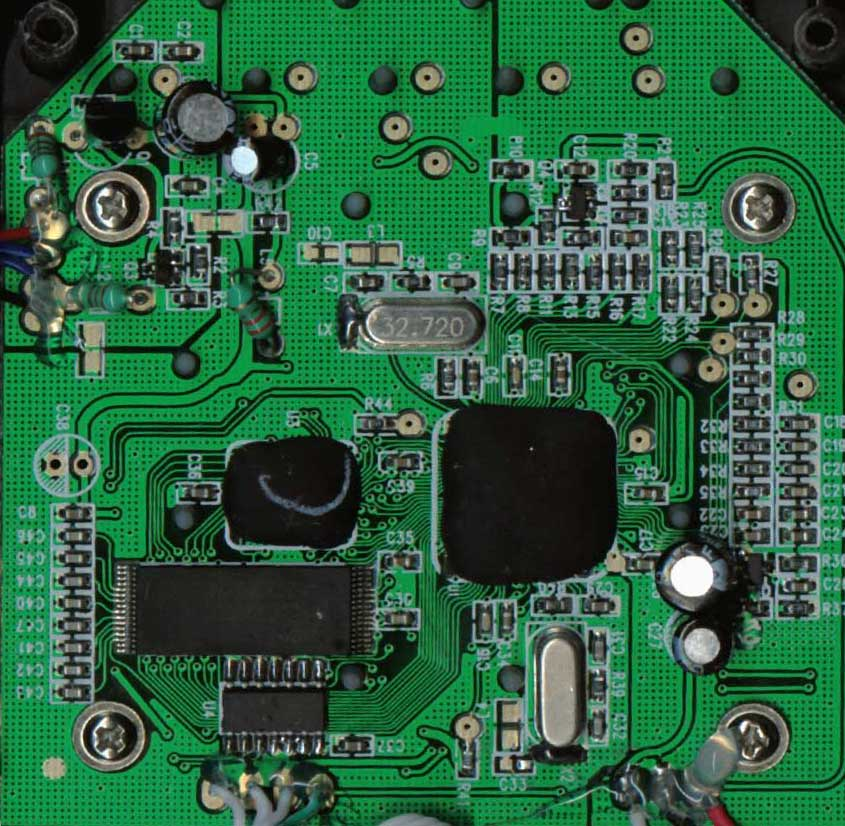
Hauptplatine des C64 DTV (NTSC)

  - integriert in ein Joystick-Gehäuse
  - reiner Batteriebetrieb (4× Mignon)
  - Composite Video, Mono-Audio (beides Cinch)
  - Der Joystick ist Port 2, zusätzliche Knöpfe sind mit Leitungen von Port 1 verbunden.
  - Der Joystick sieht aus wie ein Competition Pro, ist aber einfacher gebaut (dünneres Plastik, Gummitaster statt Mikroschalter).
- Grafik
  - NTSC (ab DTV2: NTSC/PAL)
  - programmierbare Palette (4 Bits Luma, 4 Bits Chroma)
  - ab DTV2: 256 Farben-Modus, schnelle Bildmanipulation mittels Blitter
- Sound
  - Filter werden nicht unterstützt
  - ab DTV2: 8-bit-Digitalausgabe, weitere Optionen der Hüllkurven
- Speicher
  - DTV1: 128 KB RAM, 2 MB ROM
  - ab DTV2: 2 MB RAM, 2 MB Flash-Speicher
  - DMA-Engine zum Kopieren RAM/RAM und ROM/RAM
  - ab DTV2: Zugriff auf das RAM über 64 KB per Bank Switching und Blitter (zusätzlich zur DMA-Engine)
- CPU
  - ASIC, 0,35 Micron, 32 MHz
  - ab DTV2: Verbesserte CPU (fast/burst mode, zusätzliche Register und Befehle, Unterstützung von illegalen Opcodes des 6510)

## Mitgelieferte Spiele
Folgende Spiele sind auf dem Gerät (PAL-Version) enthalten:
| - Alleykat - California Games - Championship Wrestling - Cyberdyne Warrior - Cybernoid: The Fighting Machine - Cybernoid II: The Revenge - Eliminator - Exolon - Firelord - Gateway to Apshai - Head The Ball - Impossible Mission I + II - Jumpman Junior - Marauder - Maze Mania | - Alleykat - California Games - Championship Wrestling - Cyberdyne Warrior - Cybernoid: The Fighting Machine - Cybernoid II: The Revenge - Eliminator - Exolon - Firelord - Gateway to Apshai - Head The Ball - Impossible Mission I + II - Jumpman Junior - Marauder - Maze Mania | - Mission Impossibubble - Nebulus - Netherworld - Paradroid - Pitstop - Pitstop II - Rana Rama - Speedball - Summer Games - Super Cycle - Sword of Fargoal - Uridium - Winter Games - Zynaps |

## Software-Unterschiede zum C64
Der C64 DTV benutzt einen zum originalen C64 leicht veränderten Kernal. In erster Linie wurden die Datasetten-Routinen entfernt und stattdessen Laderoutinen für das eingebaute ROM hinzugefügt. Zugriffe auf das Gerät 8 (LOAD"*",8) werden an eine ggf. angeschlossene Floppy weitergeleitet, das ROM kann über Geräteadresse 1 (nur lesend) angesprochen werden. Dabei wird auf eine im ROM abgelegte sehr einfache Verzeichnisstruktur zugegriffen und die gewünschte Datei vom ROM ins RAM umkopiert.
Es gibt also anders als bei den üblichen C64-Emulatoren (VICE etc.) keine Disketten-Images bzw. eine emulierte Floppy. Deswegen laufen mindestens die Programme, die im Programmverlauf auf die Floppy zugreifen, ohne Änderungen nicht vom Flash des C64 DTV. Allerdings gibt es von einigen Spielen für den C64 DTV angepasste Versionen. Entwicklungen von DTV-Software bzw. Anpassung von Software für den DTV kann man relativ bequem mit VICEplus realisieren.

## Modding
Da Lötpads für einige wesentliche Leitungen existieren und beschriftet sind, ist der C64 DTV gut erweiterbar. Einige Modifikationen sind erst mit der Version DTV2 möglich.
Hardware-Modifikationen
- DIN- bzw. PS/2-Tastaturanschluss
- Externer Joystick (Port 1 und Port 2)
- Floppy-Anschluss
- Netzteilanschluss
- Korrektur des Farbfehlers der PAL-Version
- S-Video-Anschluss
- User Port

Weitere Hardware
- Datentransferkabel PC-Parallelport/Joystick-Port DTVTrans

Zum Modding des C64 DTV braucht man nicht unbedingt eine Floppy. DTV-seitig kann man eine kleine Bootstrapping-Software für das DTVTrans-Kabel abtippen und damit eine komfortablere Transfersoftware bzw. Flash-Utilities auf den DTV bekommen.